# Évêque de Burnley
 (septembre 2019).
Le contenu est difficilement compréhensible vu les erreurs de traduction, qui sont peut-être dues à l'utilisation d'un logiciel de traduction automatique.
L'évêque de Burnley est un titre épiscopal utilisé par l'évêque suffragant du diocèse de Blackburn, dans la province de York, en Angleterre.
Le titre tire son nom de la ville de Burnley dans le Lancashire. À l'origine, les évêques suffragants étaient nommés pour le diocèse de Manchester, mais avec la création du diocèse de Blackburn en 1926, Burnley passa sous la juridiction de l'évêque de Blackburn.

## Listes des évêques
| Évêque de Burnley | Évêque de Burnley | Évêque de Burnley | Évêque de Burnley |
| De                | jusqu'à           | Titulaire         | Notes |
| ----------------- | ----------------- | ----------------- | --- |
| 1901              | 1904              | Edwyn Hoskyns     | Translation de Southwell |
| 1905              | 1909              | Alfred Pearson    | Consacré recteur et évêque Suffragan de Burnley le 2 février 1905, décédé en tant que TB le 19 mars 1909.                                                    |
| 1909              | 1931              | Henry Henn        | |
| 1931              | 1949              | Priestley Swain   | |
| 1950              | 1954              | Keith Prosser     | |
| 1955              | 1970              | George Holderness | |
| 1970              | 1988              | Richard Watson    | |
| 1988              | 1994              | Ronald Milner     | |
| 1994              | 2000              | Martyn Jarrett    | Translation de Beverley |
| 2000              | 2014              | John Goddard      | Retraité le 19 juillet 2014. |
| 2015              | titulaire         | Philip North      | Ancien évêque désigné de Whitby (octobre–décembre 2012); consacré le 2 février 2015 à York Minster; Nomination de l'évêque de Sheffield (janvier–mars 2017). |
| Source(s):        |                   |                   | |